# Saarde
Saarde è un comune rurale dell'Estonia meridionale, nella contea di Pärnumaa. Il centro amministrativo è la città (in estone linn) di Kilingi-Nõmme.

## Località
Oltre al capoluogo, il comune comprende un borgo (in estone alevik), Tihemetsa, e 23 località (in estone küla):
Jäärja, Kalita, Kamali, Kanaküla, Kärsu, Laiksaare, Lanksaare, Leipste, Lodja, Marana, Marina, Mustla, Oissaare, Pihke, Reinu, Saarde, Sigaste, Tali, Tuuliku, Tõlla, Veelikse, Viisireiu, Väljaküla.